# Tilmouni
Tilmouni (em árabe: تلمونى) é uma comuna localizada na província de Sidi Bel Abbès, Argélia. De acordo com o censo de 2008, a população total da cidade era de 8 949 habitantes.